# Arthur Looss
Arthur Looss est un zoologue allemand, né le 16 mars 1861 à Chemnitz et mort le 4 mai 1923 à Giessen. Universitaire expert de la parasitologie tropicale, il exerça en Égypte jusqu'à son expulsion par les autorités britanniques au mois d'août 1914. 

## Biographie
Ce fils d’un manufacteur[Quoi ?] entre en 1880 à l’université de Leipzig où il étudie l’histoire naturelle durant quatre ans notamment auprès de Rudolf Leuckart (1822-1898). Il obtient son doctorat en 1885 avec une thèse portant sur les trématodes.
Il enseigne à l’université de Leipzig durant quelques années et devient Privatdozent à la faculté de philosophie. En 1891, il se marie avec Elise Lohse.
Après un premier voyage en Égypte en 1893, il accepte en 1896, la chaire de biologie et de parasitologie qui venait d’être créée spécialement pour lui à l’école gouvernementale de médecine du Caire. Il reste dans ce pays jusqu’à la Première Guerre mondiale, et y découvre le mode de contamination de l'intestin des mammifères supérieurs par la douve Ancylostoma duodenale. Expulsé par les Britanniques lorsqu'éclate la Grande guerre, il sert quelque temps dans l'armée allemande sur le front de Belgique avec le grade de capitaine. Démobilisé en 1919, il accepte faute de mieux un poste d’assistant à l’Institut de zoologie de Gießen. L'université lui décerne en 1921 un titre de docteur honoris causa, sans toutefois le promouvoir au rang de professeur. Il meurt dans la misère en 1923.
D’un caractère dogmatique, il est entré en conflit avec les principaux parasitologistes de son époque comme Sir Patrick Manson (1844-1922), Robert Thomson Leiper (1881-1969), Charles Wardell Stiles (1867-1941), Louis Westenra Sambon (en) (1866-1931) ou Alcide Louis-Joseph Railliet (1852-1930).

## L'anémie des mineurs
Le chef-d'œuvre de Looss est son traité en deux volumes consacré au parasite provoquant l'« anémie des mineurs » (Grubenwurm en allemand) : Ancylostoma duodenale. Ce trématode était vers 1900 un fléau parmi les populations des régions tropicales. On ne peut qu'estimer le nombre des victimes ; mais la Commission Rockefeller (1909) rapportait qu'aucun pays situé entre les latitudes de 35° de part et d'autre de l'Équateur (ce qui représentait 55 états, et environ un tiers de la population mondiale) n'en était exempt. Des millions de personnes infectées, la plupart étaient des ouvriers agricoles mais aussi, curieusement, des mineurs : ainsi, cette affection a décimé les ouvriers commis au creusement du Tunnel ferroviaire du Saint-Gothard,. Chez les patients les plus sévèrement touchés, on a pu estimer la contamination à 3 000 parasites environ. 
Comme l'a résumé le parasitologue hambourgeois Bernhard Nocht (1857-1945), « les dommages sanitaires, culturels et économiques infligés par l'Ankylostomose à l'Humanité sont sans doute plus considérables encore que ceux de la Malaria et de toutes les autres maladies tropicales réunies. »
Le ver adulte, d’une longueur pouvant atteindre 20 mm, se fixe sur la paroi abdominale du côlon par ses crocs et suce le sang de son hôte en détruisant la muqueuse de l’intestin. Les mouvements incessants du ver dans l’intestin provoquent une multitude d’hémorragies, se soldant chez le sujet infecté par de l’anémie, des œdèmes et une péricardite qui peuvent entraîner la mort. Le mérite essentiel de Looss est d’être parvenu à démontrer expérimentalement que l'infection se faisait, non par voie orale, comme les médecins l’imaginaient alors, mais par la peau. Il ne dut cette découverte qu’au hasard : un jour qu'il manipulait des larves d’Ancylostoma, une gouttelette de son bouillon de culture, déposée sur sa peau, lui occasionna une brûlure vive et un érythème. Après biopsie, il observa au microscope une multitude de vermicules sur le fragment d’épiderme qu’il avait prélevé. Répétant la contamination par dépôt cutané sur des chiens et des singes, il démontra son hypothèse.